# Hypopterygium didictyon
Hypopterygium didictyon là một loài Rêu trong họ Hypopterygiaceae. Loài này được Müll. Hal. mô tả khoa học đầu tiên năm 1850.